# 特姆河

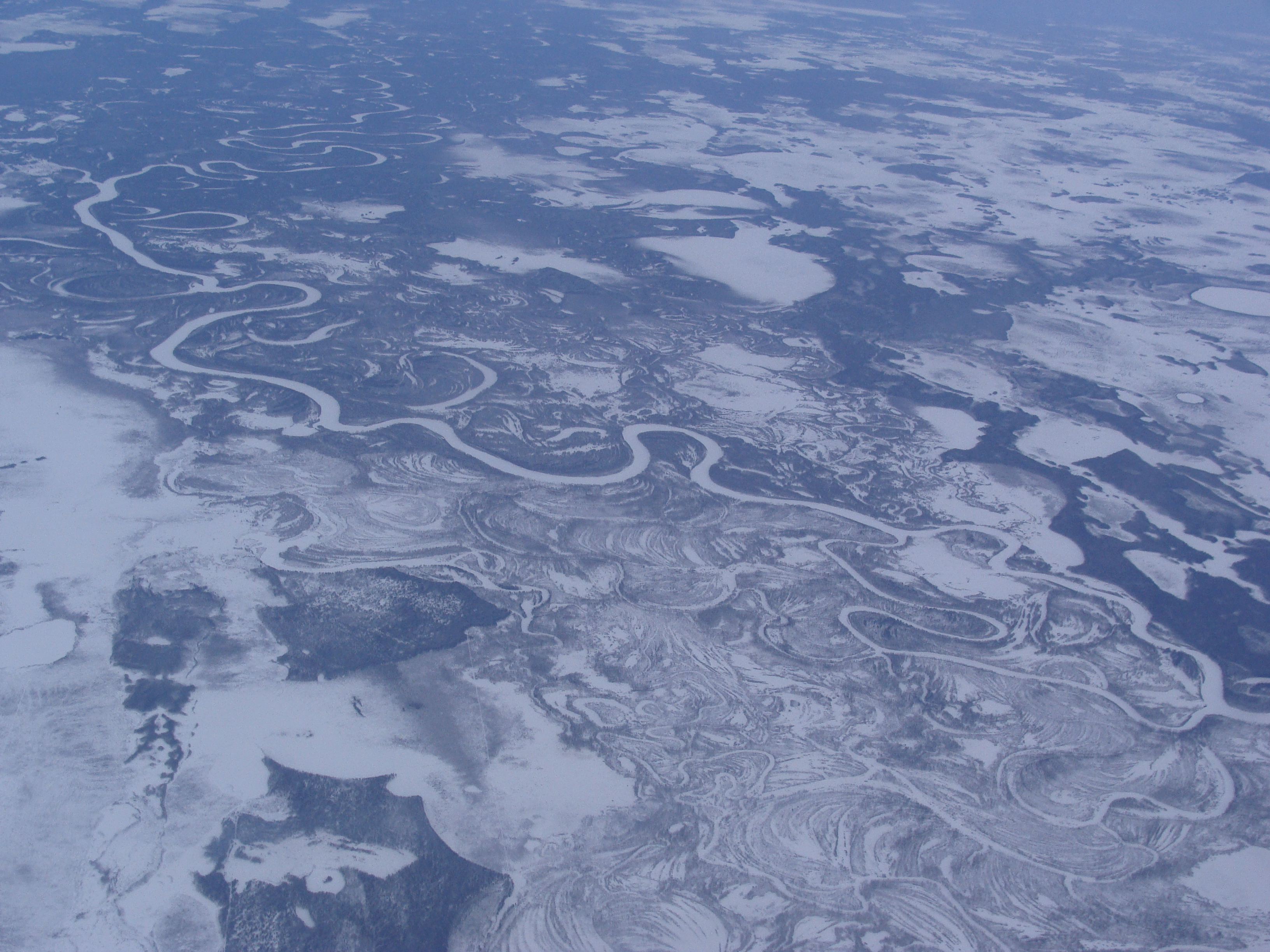

特姆河（俄语：Тым），是俄羅斯的河流，位於該國中部，屬於鄂畢河的右支流，流經克拉斯諾亞爾斯克邊疆區和托木斯克州，河道全長950公里，流域面積32,300平方公里。
59°25′55″N 80°01′40″E / 59.4319°N 80.0278°E